# Protea restionifolia
Protea restionifolia (лат.) — кустарник, вид рода Протея (Protea) семейства Протейные (Proteaceae), эндемик Западно-Капской провинции в Южной Африке, где он встречается в верхней части долины реки Бриде через долина реки Бот до Вулсли и гор Куэ-Боккевельд.

## Описание
Protea restionifolia — кустарник, образующий плотное коврообразное покрытие из корневищ до 1 м в диаметре. Этот вид эволюционировал, чтобы иметь тонкие, круглые, похожие на тростник листья, очень похожие на рестиос, вместе с которыми вид произрастает в своей среде обитания. Цветёт весной, с августа по октябрь, достигая пика в сентябре. Растение однодомное, в каждом цветке представлены представители обоих полов.
Хотя этот вид редко путают с другими протеями в полевых условиях, но он похож на P. piscina и P. revoluta. Его легко отличить от этих видов по очень узким и опушённым, а не полностью гладким листьям, которые плотно свёрнуты в круглые иголки. К другим подобным видам относятся P. scabra с более широкими листьями, P. lorea с более длинными и гладкими иглами в качестве листьев и P. scorzoneriifolia. Небольшие жёлтые соцветия («цветочные головки») также являются отличительными особенностями этого вида.

## Распространение и местообитание
Protea restionifolia — эндемик Южной Африки. По одним источникам растение опыляется грызунами, хотя это основано на единственном наблюдении, по другим — птицами и насекомыми.
Растение даёт новые ростки после гибели внешних ветвей в результате лесных пожаров из подземного стебля. Семена высвобождаются через один-два года после формирования цветов и разносятся ветром. Растение растёт на засушливых участках в финбош-кароо или финбош-реностервельд на высотах 150—300 м над уровнем моря.